# 麥嘉華
麥嘉華（德語：Marc Faber，1946年2月28日—），出生于瑞士苏黎世，经济学家、企業家及投資分析師。

## 简介
麥嘉華出生于瑞士苏黎世，24岁时，以经济学特优等荣誉博士学位毕业于苏黎世大学。
20世紀70年代，他為一家投資公司工作，因而有機會到紐約，蘇黎士和香港出差，後來他在1973年移居香港，直到1990公司經營不善而破產，他自行創立以他為名的有限公司。
麥嘉華经常以在发言中持逆向投资论、反向操作理論著称，所以常被舆论冠以“末日博士”的称号。
曾效力於瑞士國家滑雪隊。

## 著名言論
2008年10月5日麥嘉華不只一次公開表示美國的紓困方案一點也毫無意義，他甚至強調把錢拿去做紓困計劃，根本沒辦法解決長久的國債問題，最終可能會以失敗收場。 
2010年5月3日麥嘉華指出中國股市和商品價格持續走跌，顯示中國房地產泡沫即將破裂，中國經濟將會放緩，甚至可能在未來九到十二個月崩潰。
2015年1月麥嘉華警告，投資人對各國央行的信心可能將會崩盤。